# Боно (Сасари)
Боно (итал. Bono) је насеље у Италији у округу Сасари, региону Сардинија.
Према процени из 2011. у насељу је живело 3604 становника. Насеље се налази на надморској висини од 498 м.

## Становништво
| 1931. | 1936. | 1951. | 1961. | 1971. | 1981. | 1991. | 2001. | 2011. |
| ----- | ----- | ----- | ----- | ----- | ----- | ----- | ----- | ----- |
| 4.265 | 4.518 | 4.815 | 4.906 | 4.111 | 4.043 | 4.061 | 3.800 | 3.636 |